# أندرسون دوس سانتوس
أندرسون دوس سانتوس (1987 في ماتو غروسو في البرازيل – )؛ هو لاعب كرة قدم سابق كان يلعب كمدافع.

## وصلات خارجية
- أندرسون دوس سانتوس على موقع رابطة كرة القدم اليابانية للمحترفين (اليابانية)
- أندرسون دوس سانتوس على موقع قاعدة بيانات كرة القدم.إي يو (الإنجليزية)
- أندرسون دوس سانتوس على موقع Soccerway.com (الإنجليزية)
- أندرسون دوس سانتوس على موقع عالم كرة القدم.نت (الإنجليزية)